# Dr. Demento Presents the Greatest Novelty Records of All Time Volume III: The 1960s
Dr. Demento Presents the Greatest Novelty Records of All Time Volume III: The 1960s è la terza compilation dell'omonimo box set del Dr. Demento pubblicato nel 1985.

## Tracce
| n° | Titolo                                                             | Artista/i                              | Durata | Autore/i                    | Anno |
| -- | ------------------------------------------------------------------ | -------------------------------------- | ------ | --------------------------- | ---- |
| 1  | Does Your Chewing Gum Lose Its Flavour (On the Bedpost Over Night) | Lonnie Donegan                         | 2:31   | Donegan                     | 1959 |
| 2  | Itsy Bitsy Teenie Weenie Yellow Polka Dot Bikini                   | Brian Hyland                           | 2:24   | Paul Vance/Lee Pockriss     | 1960 |
| 3  | Martian Hop                                                        | The Ran-Delles                         | 2:07   | Steven Rappaport            | 1963 |
| 4  | Alley Oop                                                          | The Hollywood Argyles                  | 3:19   | Gary S. Paxton              | 1960 |
| 5  | Gitarzan                                                           | Ray Stevens                            | 3:31   | Steven & Everette           | 1969 |
| 6  | Surfin' Bird                                                       | The Trashmen                           | 2:23   | Frazier                     | 1963 |
| 7  | Hello Muddah, Hello Fadduh                                         | Allan Sherman                          | 2:50   | Sherman, Busch & Ponchielli | 1963 |
| 8  | Monster Mash                                                       | Bobby "Boris" Pickett                  | 3:03   | Pickett & Capizzi           | 1962 |
| 9  | Mr. Custer                                                         | Larry Verne                            | 3:01   | Fred Darian                 | 1960 |
| 10 | They're Coming to Take Me Away, Ha-Haaa!                           | Napoleon XIV                           | 2:13   | Bonaparte                   | 1966 |
| 11 | The Eggplant that Ate Chicago                                      | Dr. West's Medicine Show and Junk Band | 2:43   | Norman Greenbaum            | 1967 |
| 12 | Bounce Your Boobies                                                | Rusty Warren                           | 3:12   | Warren                      | 1961 |
| 13 | Tip-Toe Throught the Tulips with Me                                | Tiny Tim                               | 1:52   | Joe Burke & Al Dubin        | 1968 |
| 14 | So Long, Mom                                                       | Tom Lehrer                             | 2:24   | Lehrer                      | 1965 |